# Namutonia
Genre
Synonymes
- Gobabisia Roewer, 1940

Namutonia est un genre d'opilions laniatores de la famille des Trionyxellidae.

## Distribution
Les espèces de ce genre sont endémiques de Namibie.

## Liste des espèces
Selon World Catalogue of Opiliones (25/06/2021) :
- Namutonia scabra Lawrence, 1931
- Namutonia wuehlischi (Roewer, 1940)

## Publication originale
- Lawrence, 1931 : « The harvest-spiders (Opiliones) of South Africa. » Annals of the South African Museum, vol. 29, no 2, p. 341–508 (texte intégral).